# Entodon laxo-alaris
Entodon laxo-alaris är en bladmossart som beskrevs av Brotherus och Jean Édouard Gabriel Narcisse Paris 1909. Entodon laxo-alaris ingår i släktet Entodon och familjen Entodontaceae. Inga underarter finns listade i Catalogue of Life.